# Африканские страусы
Африка́нские стра́усы (лат. Struthio) — род птиц из семейства страусовых (Struthionidae) отряда страусообразных.
Коэффициент энцефализации (EQ), то есть соотношение размеров мозга и размеров тела, у африканского страуса (0,14) в десять раз меньше, чем у серого попугая (1,4) и почти в два раза меньше, чем у археоптерикса (0,27).

## Виды
В роде 14 видов(один спорный), из которых только два современных, остальные вымершие:
- Struthio camelus — Африканский страус
  - Struthio camelus australis
  - Struthio camelus syriacus — Сирийский страус
- Struthio molybdophanes — Сомалийский страус
- † Struthio coppensi — нижний миоцен в Намибии (Elizabethfeld)
- † Struthio linxiaensis — верхний миоцен в Китае (Yangwapuzijifang)
- † Struthio orlovi — нижний миоцен в Молдавии
- † Struthio karingarabensis — верхний миоцен и нижний плиоцен в юго-западной и центрально-восточная Африке
- † Struthio kakesiensis — нижний плиоцен в Лэтоли (англ. Laetoli), Танзания
- † Struthio wimani — нижний плиоцен в Китае и Монголии
- † Struthio daberasensis — нижний и средний плиоцен в Намибии
- † Struthio brachydactylus — плиоцен на Украине
- † Азиатский страус (Struthio asiaticus) — нижний плиоцен — плейстоцен Центральной Азии и Китая
- † Struthio dmanisensis — верхний плиоцен — нижний плейстоцен в Дманиси, Грузия
- † Struthio oldawayi — нижний плейстоцен в Танзании, возможно подвид S. camelus
- † Struthio anderssoni

Современные виды обитают на африканском континенте.